# سابة (غرب كارون)
سابة (بالفارسية: سبعه) هي منطقة سكنية تقع في إيران في قسم غرب كارون الريفي. يقدر عدد سكانها بـ 980 نسمة بحسب إحصاء 2016.